# Юсупова, Фатыма
Фатыма Юсупова (узб. Fotima Yusupova; 3 августа 1923 года, Туркестанская АССР — 6 октября 1997 года, Фергана, Узбекистан) — телефонистка Ферганского городского узда связи Министерства связи СССР, Узбекская ССР. Герой Социалистического Труда (1966).

## Биография
Родилась в 1923 году в крестьянской семье в одном из сельских населённых пунктов современной Самаркандской области. С 1938 года — ученица на городской телефонной связи в Фергане. За короткое время достигла высокой степени профессионализма, выполняя соединение абонентов в среднем за 2,3 секунды вместо запланированных 3,6 секунд. В некоторые часы выполняла до 500 соединений за час. За выдающиеся трудовые достижения награждалась медалями «За трудовое отличие» (1943) и «За трудовую доблесть» (1954).
С 1961 года первой на узле связи стала обслуживать два коммутатора. С 1963 года трудилась на междугородней телефонной станции, где получила квалификацию телефонистки первого класса. За одну смену принимала до 250 заказов вместо 160 запланированных. Досрочно выполнила личные социалистические обязательства и плановые задания Семилетки (1959—1965). Указом Президиума Верховного Совета СССР от 18 июля 1966 года удостоена звания Героя Социалистического Труда за «выдающиеся успехи, достигнутые в выполнении задания семилетнего плана по развитию средств связи, телевидения и радиовещания» с вручением ордена Ленина и золотой медали «Серп и Молот» (№ 14447).
С 1968 года — член КПСС. Была наставницей, воспитала и обучила 53 молодых телефонисток. Избиралась депутатом Ферганского городского Совета, народным заседателем областного и городского суда.
После выхода на пенсию проживала в Фергане. Умерла в октябре 1997 года.
Награды
- Герой Социалистического Труда
- Орден Ленина
- Медаль «За трудовую доблесть» (21.05.1954)
- Медаль «За трудовое отличие» (08.04.1943)
- Отличник социалистического соревнования Министерства связи СССР.